# ری ساکوما
ری ساکوما (انگلیسی: Rei Sakuma; ۵ ژانویهٔ ۱۹۶۵ – ) صداپیشه، خواننده، و بازیگر اهل ژاپن بود. وی از سال ۱۹۸۵ میلادی تاکنون مشغول فعالیت بوده‌است.